# 醉畫仙
《醉画仙》（：／ Chwihwaseon）是2002年出品的韩国电影，由林权泽执导。

## 簡介
本片描述韓國最偉大的畫家張承業豪放熱情、豐富浪漫的傳奇一生。窮苦無依的小乞丐卻有繪畫天份，長成少年後無師自通，僅憑著豐富觀察與記憶力，就能畫出栩栩如生的水墨花鳥及工筆仕女圖。繪畫天份被金秉文發現後，便刻意栽培他，並薦舉投拜當時名師深造……。

## 主要演员
- 崔岷植 饰 张承业
- 安圣基 饰 金秉文
- 柳好貞 饰 梅香
- 金麗珍 饰 珍紅
- 孫藝真 饰 素云
- 韩明求 饰 李凝轩
- 鄭泰祐
- 崔鍾成
- 尹珍序
- 金应秀
- 朴哲民
- 权泰元
- 李振宪

## 外部連結
- NAVER電影 （页面存档备份，存于）
- AllMovie上《Chihawseon》的资料（英文）
- 互联网电影数据库（IMDb）上《Chihawseon》的资料（英文）
- 豆瓣电影上《醉畫仙》的資料 （简体中文）